# Akko dionaea
Akko dionaea es una especie de peces de la familia de los Gobiidae en el orden de los Perciformes.

## Alimentación
Parece ser que se nutre principalmente de copépodos.

## Hábitat
Es un pez de mar y de Clima tropical y demersal que vive hasta los 20 m de profundidad.

## Distribución geográfica
Se encuentra en el Atlántico suroccidental: Brasil. 

## Observaciones
Es inofensivo para los humanos. 